# Destiny (игра)
Destiny — компьютерная игра в жанре шутера от первого лица, разработанная компанией Bungie и изданная Activision. Она вышла в 2014 году на игровых приставках PlayStation 3, PlayStation 4, Xbox 360 и Xbox One.
Действие Destiny разворачивается в научно-фэнтезийном мире. Игрок берёт под контроль игрового персонажа, называемого Стражем — защитника последнего безопасного города Земли. По сюжету игры, Стражи обладают сверхъестественной силой под названием Свет, которая помогает им защищать город от вторжений агрессивных инопланетян.
Bungie также выпустила четыре дополнения к игре, расширяющих её сюжет, а также добавляющих новые предметы, оружие и миссии. В первый год вышло два небольших дополнения: The Dark Below в декабре 2014 и House of Wolves в мае 2015. Более крупное расширение под названием The Taken King, внёсшее серьёзные изменения в игровой процесс, было выпущено в сентябре 2015. Последнее дополнение Rise of Iron вышло в сентябре 2016.
В сентябре 2017 года вышла Destiny 2 — прямой сиквел игры.
Destiny считается одной из наиболее влиятельных игр десятилетия.

## Игровой процесс
Стиль игры был охарактеризован как шутер от первого лица с элементами из ролевых игр и MMO. Несмотря на это, Bungie старалась не называть Destiny MMO-игрой в связи с отсутствием многих характеристик, сопутствующих типичным MMO. Вместо этого студия-разработчик описывает жанр игры термином «шутер в общем мире» (англ. shared-world shooter). Вместо того, чтобы давать возможность игрокам встречаться и взаимодействовать со всеми игроками на одном сервере, как это свойственно обычным MMO, Destiny реализует систему матчмейкинга, которая позволяет встречаться только с теми игроками, которых подобрала сама игра.
Активности, в которых может участвовать игрок, разделяются на PvE (игрок против окружения) и PvP (игрок против игрока).
В игре присутствует три класса персонажей: Титан, Охотник и Варлок. Каждый класс имеет свои специфические улучшения, перки, способности, а также три подкласса, выбирая из которых игрок может подстроить персонажа под свой стиль игры.

## Сюжет
Исследуя Марс, люди находят загадочную сферу — «Странника», которая позже прилетает на Землю и даёт новые технологии. Однако у неё были враги, и они уничтожили большую часть человечества. Остался один город, и Стражи должны дать инопланетным захватчикам отпор.

### Расы
В игре всего 8 рас. Среди них доступными являются:
1. Люди (англ. Human) — всё, что осталось от человечества;
2. Пробудившиеся (англ. Awoken) — новая раса, некогда люди, однако с голубоватым цветом кожи. Возникла после уничтожения человеческого флота на границе с Тьмой. Обитают на Рифе.
3. Экзо (англ. Exo) — кибернетическая раса, воюющая на стороне человечества. Были созданы человечеством в период «Золотого века» для борьбы с инопланетной угрозой, но впоследствии обрели самостоятельность.

Остальные 5 рас выступают в качестве противников:
1. Падшие (анг. Fallen) — (Дреги, Вандалы, Капитаны, Жестянки, Прислужники, Архонт, Келл) — космические пираты, наёмники.
2. Кабал (анг. Cabal) — (Легионеры, Фаланги, Центурионы, Колоссы, Псионы) — высокоразвитая милитаризованная инопланетная раса. Используют свои продвинутые военные технологии для расширения своей огромной империи. Встречаются на Марсе и Дредноуте;
3. Вексы (анг. Vex) — (Гоблины, Хобгоблины, Гарпии, Минотавры, Гидры) — инопланетные кибернетические существа, обладающие сложным строением организма и способностью телепортироваться. Встречаются на Венере и Марсе;
4. Улей (анг. Hive) — (Рабы, Проклятые Рабы, Служители, Аколиты, Рыцари, Колдуны, Огры) — Инопланетная раса, оккупировавшая Луну. Высоко религиозны — почитают своих вождей (Крота, Орикс) как богов. Встречаются на Земле, Луне и Дредноуте;
5. Одержимые (анг. Taken) — захваченные, и находящиеся под контролем Орикса, Одержимого Короля, представители всех рас. Видоизменились, получили новые способности. Встречаются везде.

## Разработка
28 ноября 2012 года в Интернет утекли первые концепт-арты игры. Стало известно, что игра создаётся для PS3 и Xbox 360, что разработчики позже подтвердили в своём твиттере.
18 января 2013 года Bungie объявила, что представит свой новый проект на выставке GDC 2013.
На GDC 2013 Bungie продемонстрировала новые арты и видео, показывающее процесс создания персонажей трёх игровых классов: Титан (англ. Titan), Колдун (англ. Warlock) и Охотник (англ. Hunter). Также на конференции было подробнее рассказано о трёх расах, доступных игрокам при создании собственного персонажа: Human, Awoken и Exo. Human — это «надёжные, крепкие и несложные» люди, нашедшие убежище в последнем городе на Земле; Awoken — помесь вампиров, призраков, эльфов и ангелов; Exo — «зловещие, могучие и неустанные боевые машины», похожие одновременно на Мастера Чифа из Halo и Терминатора из одноимённого фильма Джеймса Кэмерона.
На выставке E3 2013 было представлено первое геймплейное видео игры. Действие ролика происходит на заброшенной базе в России. Позже «Новый Диск» выложил версию видео с русскими субтитрами./
27 июня в твиттер-аккаунте Bungie появилась запись, сообщавшая, что игра Destiny поступит в продажу в 2014 году.
На игровой выставке Gamescom 2013, проходившей с 21 по 25 августа в Кёльне, разработчики продемонстрировали новые скриншоты и видеоролик, а также поделились подробностями о мультиплеере Destiny: в игре будут локации, называемые Public Spaces (с англ. — «Публичные места»), где игроки или команды игроков смогут пересечься с другими командами и бойцами во время своих приключений. Встреченные игроки могут выполнять похожие миссии, либо совершенно другие; в некоторых Public Spaces будут Public Events (с англ. — «Публичные события») — это динамичные онлайн-события в реальном времени, в которых игроки и команды смогут принимать участие. Public Events представляют собой короткие схватки, где несколько игроков работают сообща для победы над общим врагом и сбора ценного лута. На этой же выставке игра Bungie была удостоена четырёх наград — как лучшая игра на PlayStation, лучший экшен, лучшая мультиплеерная онлайн-игра и как лучшая игра Gamescom.
25 сентября стало известно, что проект покинет Джозеф Стэйтен, сценарист и креативный директор серии Halo, более четырёх лет работавший над Destiny.
1 октября был продемонстрирован новый трейлер игры, показывающий сражения на Луне. Позже стала доступна версия с русским переводом. Также стало известно, что игроки могут получить доступ к бета-тестированию Destiny, оформив предзаказ у некоторых ретейлеров. На следующий день появились новые концепт-арты.
7 декабря Bungie огласила точную дату выхода игры — 9 сентября 2014 года.
13 апреля 2015 г. разработчики анонсировали сюжетное дополнение House of Wolves к игре, релиз DLC состоялся 19 мая 2015 года.
15 сентября 2015 г. вышло сюжетное дополнение Destiny: The Taken King к игре.

## Рецензии и награды
| Сводный рейтинг       | Сводный рейтинг              |
| Агрегатор             | Оценка                       |
| --------------------- | ---------------------------- |
| GameRankings          | 78,55 % (XONE) 76,83 % (PS4) |
| Metacritic            | 77 (PS4)                     |
| Иноязычные издания    |                              |
| Издание               | Оценка                       |
| Destructoid           | 6,5/10                       |
| EGM                   | 6,5/10                       |
| Eurogamer             | 8,0/10                       |
| GameSpot              | 6,0/10                       |
| GameTrailers          | 8,0/10                       |
| IGN                   | 7,8/10                       |
| Joystiq               | [ 40 ]                       |
| Polygon               | 6,0/10                       |
| Русскоязычные издания |                              |
| Издание               | Оценка                       |
| 3DNews                | 7/10                         |
| PlayGround.ru         | 7,3/10                       |
| «Игромания»           | 8,0/10                       |

| Игра            | GameRankings |
| --------------- | ------------ |
| The Dark Below  | 62,62 %      |
| House of Wolves | 71,37 %      |
| The Taken King  | 86,04 %      |
| Rise of Iron    | 72,20 %      |

- Gamescom 2013:
  - Best of Gamescom (с англ. — «Игра выставки»)[49]
  - Best action game (с англ. — «Лучший экшен»)[49]
  - Best console game Sony PlayStation (англ. Лучшая игра для Sony PlayStation)[49]
  - Best online multiplayer game (с англ. — «Лучшая мультиплеерная игра»)[49]

Destiny получила премию BAFTA в области игр 2015 года в номинации «Best Game».